# Круглоозёрка (Херсонская область)
Круглоозёрка (укр. Круглоозерка) — село в Бехтерской сельской общине Скадовского района Херсонской области Украины.
Население по переписи 2001 года составляло 1368 человек. Почтовый индекс — 75654. Телефонный код — 5539. Код КОАТУУ — 6522383501.

## История
В 1946 году указом ПВС УССР село Кларовка переименовано в Круглоозерку.

## Местный совет
75654, Херсонская обл., Голопристанский р-н, с. Круглоозёрка, ул. Центральная, 41